# Jolánta (Csajkovszkij)
A Jolánta (eredeti címén Иоланта , átírásban Jolanta) Pjotr Iljics Csajkovszkij orosz zeneszerző egyik egyfelvonásos operája. Szövegkönyvét a zeneszerző fivére, Mogyeszt Csajkovszkij írta Henrik Hertz dán költő René király lánya (Kong Renés Datter) című, 1845-ben megjelent verses drámája nyomán. Ősbemutatójára 1892. december 18-án került sor a szentpétervári Mariinszkij Színházban.

## A mű keletkezésének története
A Jolánta Csajkovszkij utolsó operája. Fennmaradt visszaemlékezések szerint korábbi operáinak vegyes fogadtatása nyomán, miután sem történelmi, sem meseszerű, sem irodalmi mű adaptációjaként írt művei nem jártak az általa remélt sikerrel, szándékosan választott olyan témát, ami a kor színpadi szerzőinek nem volt szokása: egy vak lány szerelemre ébredését és ennek hatására csodás gyógyulását. A dán költő egyfelvonásosára egy 1891-ben kiadott orosz irodalmi lapban bukkant Fjodor Miller orosz fordításában. A szövegkönyvet fivére,  Mogyeszt írta az alaptörténet minden fontosabb mozzanatát megtartva. Az opera több mint másfél óra hosszú ezért gyakran két felvonásban adják elő.

## Szereplők
| Szereplő                                             | Hangfekvés   |
| ---------------------------------------------------- | ------------ |
| René, Provence királya                               | basszus      |
| Jolánta, a lánya                                     | szoprán      |
| Róbert, Burgundia hercege                            | basszbariton |
| Vaudémont, gróf, burgundiai lovag                    | tenor        |
| Ibn-Hakia, mór orvos                                 | bariton      |
| Almerich, a király fegyverhordozója                  | tenor        |
| Bertrand, kapus                                      | basszus      |
| Márta, Bertrand felesége, Jolánta dajkája            | alt          |
| Brigitta, Jolánta barátnője                          | szoprán      |
| Laura, Jolánta barátnője                             | basszus      |
| Szolgálólányok, a király kísérete, a herceg katonái. |              |

## Cselekménye
- Helyszín: a Vogézekben
- Idő: a 15. században

A szép Jolánta, René király lánya, születése óta vak. A szerető apa azonban nem akarja, hogy leánya megtudja az igazságot ezért a hegyekben álló palotájában tartja bezárva dajkájával együtt. Jolánta előtt tilos bárkinek is fényekről, színekről és látható dolgokról beszélni. A felcseperedő leányban azonban hamarosan kérdések merülnek az őt körülvevő világról. A palota lakói a király látogatását várják, aki magával hoz egy híres mór orvost, aki talán vissza tudja adni a leány szeme világát. A királlyal együtt érkezik Róbert herceg is, a leány kiválasztott jövendőbelije. Róbert nem tudja, hogy Jolánta vak. Az orvos megvizsgálja a leányt, de rossz hírrel szolgál a királynak: nem tudja visszaadni a látását. Viszont azt javasolja, hogy mondják el Jolántának az igazságot. Ugyanakkor hozzáteszi, hogy abban az esetben, ha valami olyan hatás éri a leány, ami miatt ő maga is akarta, hogy lásson, talán van esély a gyógyulásra. A király azonban elveti az ötletet, mert fél, hogy ez túl nagy megrázkódtatás lenne a leánya számára. Eközben Róbert herceg, Vaudemont gróf és néhány kísérőjük, útban a királyhoz eltévednek és a palota kertjébe jutnak. Róbert közben azon töpreng, hogy miként tudná felbontani az eljegyzést, hiszen ő Lotaringiai Matild grófnőbe szerelmes, Jolántát pedig még nem is ismeri. A tévelygő lovagok megpillantják a palota teraszán Jolantát, akinek szépsége azonnal megbabonázza Vaudémont grófot. Jolánta eleinte bizalmatlan az idegennel, de annak szavai, kedvessége mindinkább új, eddig nem érzett érzéseket keltenek benne. Vaudémont arra kéri a lányt, ajándékozzon neki egy vörös rózsát emlékbe, ő azonban minduntalan egy fehér virágot vesz kézbe. Vaudémont ekkor rájön, hogy a lány vak és mit sem sejtve előéletéről elkezd neki mesélni a természet színeiről, csodáiról. Ekkor megérkezik a király. Szörnyű haragra gerjed: a gróf nemcsak azt a tilalmat szegte meg, hogy ismeretlenül kettesben maradjon leányával, hanem azt is, hogy beszéljen neki a látható világ szépségeiről. Megparancsolja az orvosnak, hogy próbálkozzon meg még egyszer sebészi úton visszaadni a leányának a látását, ugyanakkor kihirdeti: ha Jolánta nem kapja vissza a látását, Vaudémont meghal. Jolántát lesújtja apjának döntése és eldönti, hogy mindent elkövet a gróf megmentéséért. Amikor mindenki távozik a király magához rendeli a grófot és elmondja neki, hogy a kemény ítélettel Jolánta érzelmi világára próbált hatni, azaz megpróbált az orvos tanácsai szerint cselekedni. Hozzáteszi, hogy számára is világos a leányban ébredt szerelem és ezt akarja a műtét sikeressége érdekében felhasználni. A király szabad távozást biztosít a grófnak, ő azonban nem akar elmenni és izgatottan várja a beavatkozás eredményét. Bevallja a királynak, hogy ő is szerelmes a lányba, de a király eloszlatja reményeit, hiszen lánya Róbert herceg jegyese. Ekkor belép Róbert, s vele menyasszonya, Matild. A király bocsánatát kéri és feloldozását gyermekkori eljegyzése alól, hiszen mást szeret. Vaudémont örömmel fogadja a bejelentést. Az orvos és Jolánta örömmámorban térnek vissza, ugyanis a beavatkozás sikerült. A lány boldogan öleli meg apját, és Vaudémont-ot, aki nemcsak a látás lehetőségét hozta el számára, hanem a szerelmet is.

## Híres áriák, kórusművek
- Szpi, puszty Angelu - Brigitta, Márta és Laura hármasa
- Kto mozset szravnyítsza sz Matildaj majej - Róbert áriája
- Nyet! Csaru laszk kraszu mjatyezsnoj - Vaudémont románca
- Otcsevo eta prezsgye ne znála - Jolánta áriája